# 神戸事件
神戸事件（こうべじけん）は、慶応4年1月11日（1868年2月4日）に神戸（現・神戸市）三宮神社前において備前藩（現・岡山県）兵が隊列を横切ったフランス人水兵らを負傷させ、銃撃戦に発展し、居留地（現・旧居留地）予定地を検分中の欧米諸国公使らに水平射撃を加えた事件である。備前事件とも呼ばれる。明治政府初の外交問題となった。
この事件により、一時、外国軍が神戸中心部を占拠するに至るなどの動きにまで発展した。その際に問題を起こした隊の責任者であった滝善三郎が切腹する事で一応の解決を見たが、相前後して堺事件が発生し、共に外国人に切腹を深く印象付けることとなった。

## 発端
慶応4年1月3日（1868年1月27日）、戊辰戦争が開戦、間も無く、徳川方の尼崎藩（現・兵庫県）を牽制するため、明治新政府は備前藩に摂津西宮（現・西宮市）の警備を命じた。備前藩では1月5日（1月29日）までに2,000人の兵を出立させ、このうち家老・日置帯刀（へきたてわき）率いる480人（800人説もある）は大砲を伴って陸路を進んだ。この際、慶応3年12月7日（1868年1月1日）の兵庫開港（現・神戸港）に伴い、大名行列と外国人の衝突を避けるために徳川幕府によって作られた迂回路「徳川道」を通らず、西国街道を進んだことが事件の引き金の一つとなってしまう。
1月11日（2月4日）13時過ぎ、備前藩兵の隊列が神戸三宮神社近くに差しかかった時、付近の建物から出てきたフランス人水兵2人が行列を横切ろうとした。これは日本側から見ると武家諸法度に定められた「供割」（ともわり）と呼ばれる非常に無礼な行為で、これを見た第3砲兵隊長・滝善三郎正信が槍を持って制止に入った。しかし、言葉が通じず、強引に隊列を横切ろうとする水兵に対し、滝が槍で突きかかり軽傷を負わせてしまった。
これに対していったん民家に退いた水兵数人が拳銃を取り出し、それを見た滝が「鉄砲、鉄砲」と叫んだのを発砲命令と受け取った藩兵が発砲、銃撃戦に発展した。この西国街道沿いにおける小競り合いが、隣接する居留地予定地を実況見分していた欧米諸国公使たちに銃口を向け、数度一斉射撃を加えることに発展する。弾はほとんどあたらず頭上を飛び越して、居留地の反対側にある旧幕府の兵庫運上所（神戸税関）の屋上に翻る列国の国旗を穴だらけにした。銃口を上に向けた威嚇射撃であったのか、殺意はあったが訓練不足により命中しなかったのかに関して欧米人の証言も一致していない。
なお、備前藩兵の後続軍は前方での騒動に気付き、西国街道の迂回路である徳川道を通過し、事件と関わっていない。

## 推移
兵庫開港要求事件以後、偶然にしても事件後都合よく軍隊の指揮を執った、自らも現場に居合わせたイギリス公使ハリー・パークスは激怒し、折しも神戸開港を祝って集結していた各国艦船に緊急事態を通達、アメリカ海兵隊、イギリスの警備隊、フランスの水兵が備前藩兵を居留地外に追撃し、生田川の河原で撃ち合いとなった。備前側では、家老日置が藩兵隊に射撃中止・撤退を命令、お互いに死者も無く負傷者もほとんど無かった。
神戸に領事館を持つ列強諸国は、同日中に、居留地（外国人居留地）防衛の名目をもって神戸中心部を軍事占拠し、兵庫港に停泊する日本船舶を拿捕した。この時点では、朝廷は諸外国に対して徳川幕府から明治政府への政権移譲を宣言しておらず、伊藤俊輔（後の伊藤博文）が折衝に当たるも決裂するに至る。
1月15日（2月8日）、急遽、朝廷は開国和親を宣言した上で明治新政府への政権移譲を表明、東久世通禧を代表として交渉を開始した。
諸外国側の要求は日本在留外国人の身柄の安全保証と当該事件の日本側責任者の厳重処罰、すなわち滝の処刑というものであった。この事件における外国人側被害に対して処罰が重すぎるのではないかとの声もあり、また、日本側としては滝の行為は、少なくとも「供割」への対処は武士として当然のものでもあったが、列強の強い要求の前に抗うことが出来ず、伊藤や五代才助（後の五代友厚）を通じた伊達宗城の期限ギリギリまでの助命嘆願もフランスのレオン・ロッシュをはじめとする公使投票の前に否決される。
結局、2月2日（2月24日）、備前藩は諸外国側の要求を受け入れ、2月9日（3月2日）、永福寺において列強外交官列席のもとで滝を切腹させるのと同時に備前藩部隊を率いた日置について謹慎を課すということで、一応の決着を見たのである。

## 事件の意味
神戸事件は大政奉還後に政権移譲を進めていた朝廷にとって初めての外交事件である。結果として諸国列強に押し切られる形で滝善三郎という1人の命を代償として問題を解決する形にはなったが、これ以降、明治政府が対外政策に当たる正当な政府であるということを諸外国に示した。また、朝廷がこのときまで唱えていた「攘夷」（外国を討ち払う）政策を「開国和親」へと一気に方針転換させた事件でもあった。ただし、この「開国和親」表明は外交団に対するものであり、新政府内にも未だ攘夷を支持する者もいることから、国内に対してはその事実を明確にはしなかった。国内に対する正式な表明は翌年5月28日（1869年7月7日）に行われた新政府の上局会議における決定によるものである。
この問題の行方によっては薩英戦争同様の事態に進展する可能性もあり、さらに神戸が香港の九龍や上海の様に理不尽な植民地支配下に置かれる事態も起こり得たことから、滝善三郎の犠牲によって危機回避がなされたことは日本史の流れにおいても重大な出来事であった。実際に神戸の大部分が一時外国軍などによって占拠されており、日本が外国の植民地になる可能性は大きかった。

## エピソード
- 後年シーパワー論の提唱者として名を馳せるアルフレッド・セイヤー・マハン少佐は、神戸事件の渦中、開港したばかりの兵庫港に停泊する米国艦イロコイ号（英語版）の副長を務めていた[13]。なお、鳥羽・伏見の戦いに敗れた徳川慶喜は1月6日夜（1月30日）、イロコイ号に一時避難した後、開陽丸で江戸に脱出した。
- 明治23年（1890年）に高山歯科医学院（東京歯科大学の前身）を創立することになる高山紀齋は、日置帯刀の家臣として、備前藩兵の一員であった[14]。

## 錦旗紛失事件
この神戸事件の影響を受けて、慶応4年1月14日（1868年2月7日）に土佐藩士の本山茂任が土佐藩へ運ぶ途中の「錦の御旗」を同じく三宮神社前で同じくフランス兵に奪われるという前代未聞の錦旗紛失事件が起きている。当時、神戸の大半は諸外国軍によって占領されていた事情を知らずに新政府の威信でもある錦旗を持って通過しようとしたもの。